# アズラク派
アズラク派 (アラビア語: الأزارقة, al-azāriqa) は、ハーリジー派の過激分派。

## 解説
ナーフィウ・イブン・アズラク・ハナフィーを指導者としてハーリジー派から分派し、ウマイヤ家のカリフ体制に対して武装闘争を続けた。アズラク派は武装闘争を信徒の義務と位置づけた。積極的に闘争に参加しない者も「カーフィル」（不信仰者）であると認定し、殺害を容認した。 首領のナーフィウは、敵対者の一族であれば女・子どもであっても殺害を容認した。一方でアズラク派は「背教者」は殺されるべきであるとする教義をキリスト教徒やユダヤ教徒にまで適用することはなかった。彼らはイエスやモーゼといった預言者の教えに背いているわけではないと考えたためである。
アズラク派は他のハーリジー派と同様に、大罪（al-Kabā'ir）を犯したムスリムはカーフィルであり、永遠に地獄の業火で苦しむことになるであろうと主張した。「タキーヤ」（信仰隠し）も認めなかった。イマーマ（イマーム性）については「価値のある者 (أفضل ʾafḍal)」として認めた。アズラク派にとってイマームは、武器を手にしてカーフィル（不信仰者）と戦うことを人々に呼びかける存在であり、決して「超越 (مفضول mafḍūl)」的な存在ではなかった。以上の考えに基づいて、アズラク派はアリー・イブン・アビー・ターリブとウスマーン・イブン・アッファーン、並びにそれぞれの支持者のすべてを「カーフィル」に認定した。また、彼らの勢力圏外を「戦争の家 (دار الحرب Dār al-Ḥarb)」とみなした。

## 歴史
ハーリジー派は、657年のスィッフィーンの戦いのとき、交戦勢力であったカリフ・アリーとシリア総督ムアーウィヤの仲裁合意に反対したグループを起源とする。彼らはアリー派に属していたが、両派の合意に反対してアリーのもとを去った。イラクに小規模な共同体を築いて自立したが、カリフの送った軍勢により壊滅した。661年にアリーの暗殺に成功したがムアーウィヤの暗殺には失敗する。生き残ったムアーウィヤはカリフを称し、ハーリジー派を弾圧した。ムアーウィヤが680年に亡くなり、その後の第二次内乱期にハーリジー派の反体制運動が復活した。
ハーリジー派の反体制運動の拠点は、イラクの軍営都市バスラであった。683年にイブン・ズバイルが拠点とするメッカは、シリアを拠点とするヤズィード・イブン・ウマーウィヤの軍勢に包囲される。バスラのハーリジー派はイブン・ズバイルの救援にメッカへ向かった。しかし後年、ヤズィードの死後、ハーリジー派は意見の相違からイブン・ズバイルとたもとを分かち、バスラへ戻った。このような混乱の極みにあったバスラのハーリジー派の中から現れたのが、ナーフィウ・イブン・アズラクである。イブン・アズラクは仲間とともにウマイヤ朝の総督が支配するバスラを奪還し、総督を殺し、牢獄にいた140人のハーリジー派を救出した。しかしバスラ住民はイブン・ズバイルをカリフとみなし、彼が指名したウマル・イブン・ウバイドゥッラー・イブン・マアマルを総督として受け入れた。ウマルはイブン・アズラクの一派をバスラから追い出したため、彼らはアフワーズへと逃れた。
イブン・アズラクはアフワーズからバスラ近郊へ襲撃を加えた。史料によれば、アズラク派は非ハーリジー派のムスリムでなら女性と子供であっても無差別殺戮の対象になるという「イスティウラード」の教義を信奉していたために、他のハーリジー派内諸派のなかで最も狂信的であった、という。イブン・ズバイルの任命したバスラ総督が685年のはじめごろにアズラク派と交戦し、イブン・アズラクを敗死させた。しかしアズラク派は新たにウバイドゥッラー・イブン・マーフーズをアミール（首領）に立てて組織を再編したため、イブン・ズバイルは各所に捜索の手を伸ばして彼らを掃討する必要に迫られた。イブン・ズバイルはムハッラブ・イブン・アビー・スフラを派遣して事に当たらせた。686年5月、ムハッラブはスィッラブラの戦いでアズラク派を破り、イブン・マーフーズを殺した。しかし、ファールス地方へ撤退した彼らを追うことはできなかった。686年後半にアリー家支持者らによるムフタールの乱が起こり、ムハッラブはこれに対処する必要が生じたためである。さらにムハッラブは、来るべきウマイヤ朝の攻撃からモスルを守る任務も与えられることになった。アズラク派はウバイドゥッラー・イブン・マーフーズの弟のズバイルが組織を再編してイラクへ戻り、マダーインを襲った。その後、追及から逃げてイランへ戻り、イスファハーンを襲った。しかし撃退されてズバイル・イブン・マーフーズは殺され、残党はファールスやキルマーンへ逃れた。その後、カタリー・イブン・フジャーアを新たに首領として勢力を盛り返し、バスラに再び現れた。このようにアズラク派はファールスやキルマーンを長期にわたって支配し、そのイラクへの侵攻を、イブン・ズバイル方の将軍ムハッラブが食い止めていた。カタリーは自らの名前において金貨を鋳造した。その際に使用した称号は「信徒の長」を意味する「アミール・ル・ムウミニーン」 amir al-mu'minin である。他方で、ウマイヤ家の勢力は691年にイブン・ズバイルの勢力からイラクを取り返す。ムハッラブから指揮権を引き継いだウマイヤ家出身の将軍はアズラク派に手痛い敗北を喫する。694年にハッジャージュ・イブン・ユースフがイラク総督に任命される。ハッジャージュはムハッラブを復帰させてアズラク派掃討の任に当たらせた。ムハッラブは幾度かの戦闘によりアズラク派を辺境のキルマーンにまで追いやった。アズラク派はキルマーンで組織が2つに分かれ、その後、698年から699年のころに壊滅した。